# Hélio Moro Mariante
Hélio Moro Mariante (Caxias do Sul, 21 de dezembro de 1915 - Porto Alegre, 24 de dezembro de 2005) foi um escritor brasileiro.

## Biografia
Publicou diversos livros, entre eles A vida humana e animal nos contos gauchescos, de 1969, História do tradicionalismo sul-rio-grandense, de 1976, Pandorgueando, de 1977, A idade do ouro, de 1979, além de artigos e ensaios em revistas e jornais.
Foi o primeiro presidente do Instituto Gaúcho de Tradição e Folclore, e teve como diretores Glaucus Saraiva e João Carlos Krahe.
Foi membro da Academia Rio-Grandense de Letras.

## Fonte de referência
- Dicionário de Folcloristas Brasileiros